# ダグの日常
『ダグの日常』（ダグのにちじょう、原題：Dug Days）は、Disney+にて2021年9月10日より配信が開始されたピクサー・アニメーション・スタジオ制作による短編シリーズ。2009年公開の『カールじいさんの空飛ぶ家』に登場する犬のダグを主人公としている。

## エピソード一覧
- 『リス』
- 『子イヌとの一日』
- 『謎のにおい』
- 『夜空の花々』
- 『自然の声』

（『カールじいさんのデート』は本シリーズの最終回として、Disney+で独占公開される予定だったが、結果的に『マイ・エレメント』と同時に劇場公開されたので記載していない。）